# Distretto di Hondlon
Il distretto di Hondlon (昆都仑区S, Kūndūlún QūP) è un distretto della Cina, appartenente alla regione autonoma della Mongolia Interna e amministrato dalla prefettura di Baotou.